# マルティナ・グライベル
マルティナ・グライベル＝ノヴァコフスカ（Martyna Grajber-Nowakowska、女性、1995年3月28日 - ）は、ポーランドのバレーボール選手。ポーランド代表。

## 来歴
2015年にポーランド代表に初選出され、2017年のワールドグランプリグループ2では優勝に大きく貢献し、ベストレシーバー部門で3位だった。2019年のモントルーバレーマスターズでは初優勝すると自身もベストアウトサイドヒッター賞を受賞した。同年の欧州選手権で4位となった。

## 受賞歴
- 2019年　モントルーバレーマスターズ　ベストアウトサイドヒッター賞

## 所属クラブ
- ブドフラニ・ウッチ（2013-2018年）
- グルパ・アゾティ・チェミック・ポリツェ（2018-2021年）
- ŁKSコマースコン・ウッチ（2021-2022年）
- Wash4Greenピネローロ（2022-2023年）
- グルパ・アゾティ・チェミック・ポリツェ（2023-）